# Przeczno (Łubianka)

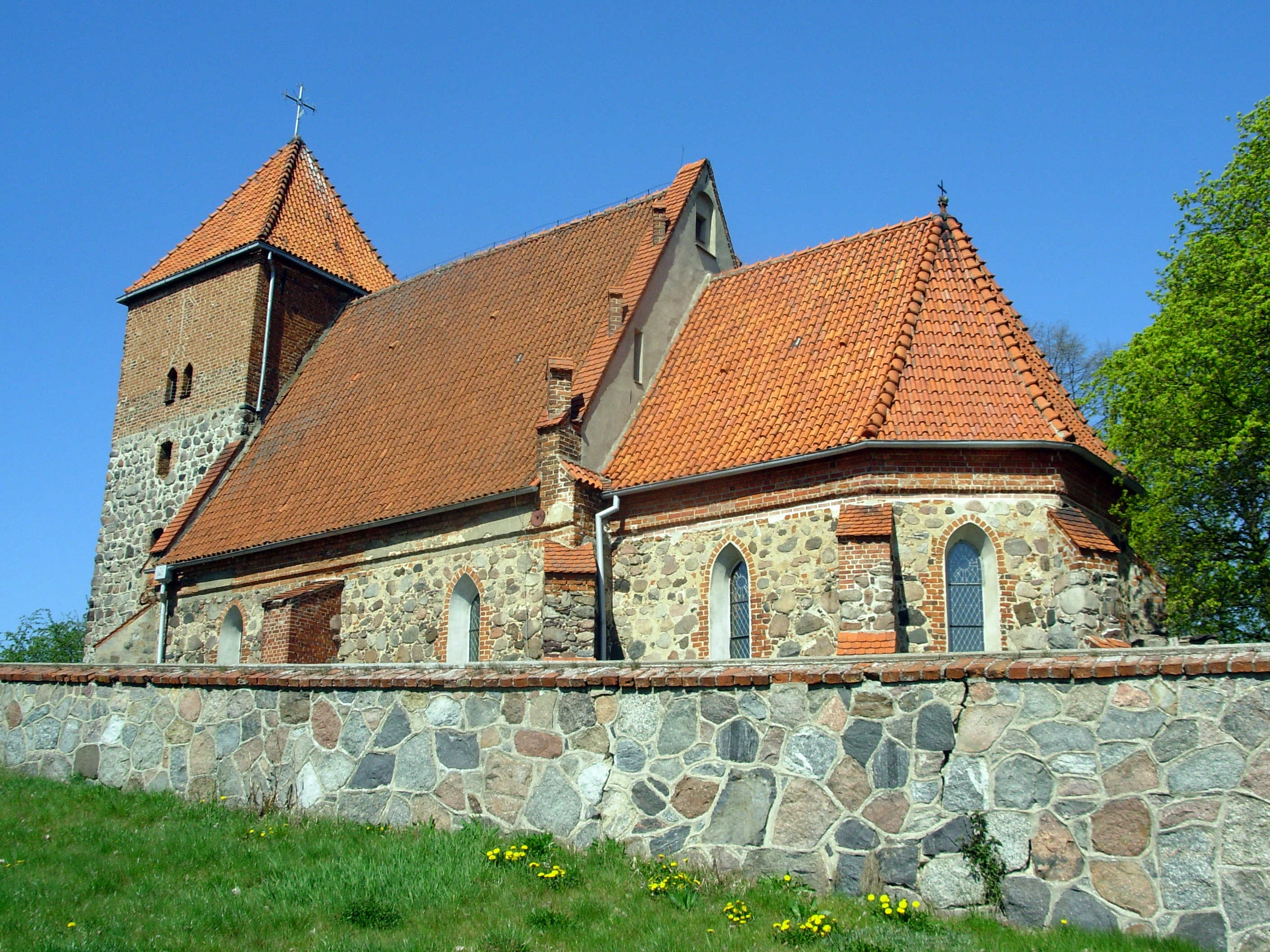
Kirche der Kreuzerhöhung

Przeczno (deutsch Heimsoot) ist ein Dorf in der Gmina Łubianka im Powiat Toruń in der Woiwodschaft Kujawien-Pommern. 2011 lebten hier 276 Einwohner.
Der Ort liegt an der Landstraße von Chełmno nach Toruń.

## Geschichte
Von 1251 ist die älteste Erwähnung des Ortes erhalten. 
Seit 1772 gehörte er zur preußischen Provinz Westpreußen, im Kreis Thorn. Seit 1920 wieder zu Polen.
Namensformen
- Heiminsod (1251)
- Heimsot (1273)
- Heimsode und Hemsode (1285),
- Hemsoth, Heimsót, Hemsot, Heymsot (1400),
- Heymsodt (1412)
- Heymsode (1413)
- Heymzoth (1414)
- Heimsoth (1510)
- Przesmno (1585)
- Przesno (1592)
- Przesmo (1612)
- Przezmo (1613)
- Przeczno (1620)
- Przeszmo (1621)
- Heimsoot (ab 1882)
- Przeczno (ab 1919)
- Heimsoot (ab 1939)
- Przeczno (ab 1945)

Einwohner
- 1773: 137
- 1861: 160
- 1905: 231
- 1910: 204

- 2011: 276

## Sehenswürdigkeiten
- Kirche der Kreuzerhöhung, um 1300 erbaut, zwei Altäre und Orgel um 1700, Empore 17. Jhd.
- Rosaliakapelle
- Reste einer Deutschordensburg aus dem 13. Jhd. (wie Burg Birglau)